# Мізіфра
Мізіфра (грец. Μυζήθρα) — традиційний непастеризований сир з овечого молока і/або додаванням сироватки козячого молока.
Мізіфра — м'який сир, сніжно-білий, вершковий, і гранульований. Його смак схожий на сир рикота. Виробляють різного розміру і форми, найчастіше зрізаного конуса. Свіжа, м'яка, солодка форма називається просто мізіфра; кисла форма — ксіномізіфра. Довговитримана мізіфра називається анфотирос. Мізіфру їдять як десерт із медом або як закуски з оливками і помідорами.
На Кіпрі аналогічні сири відомі в будь-якій формі як Анара.